# Light Sport Aircraft

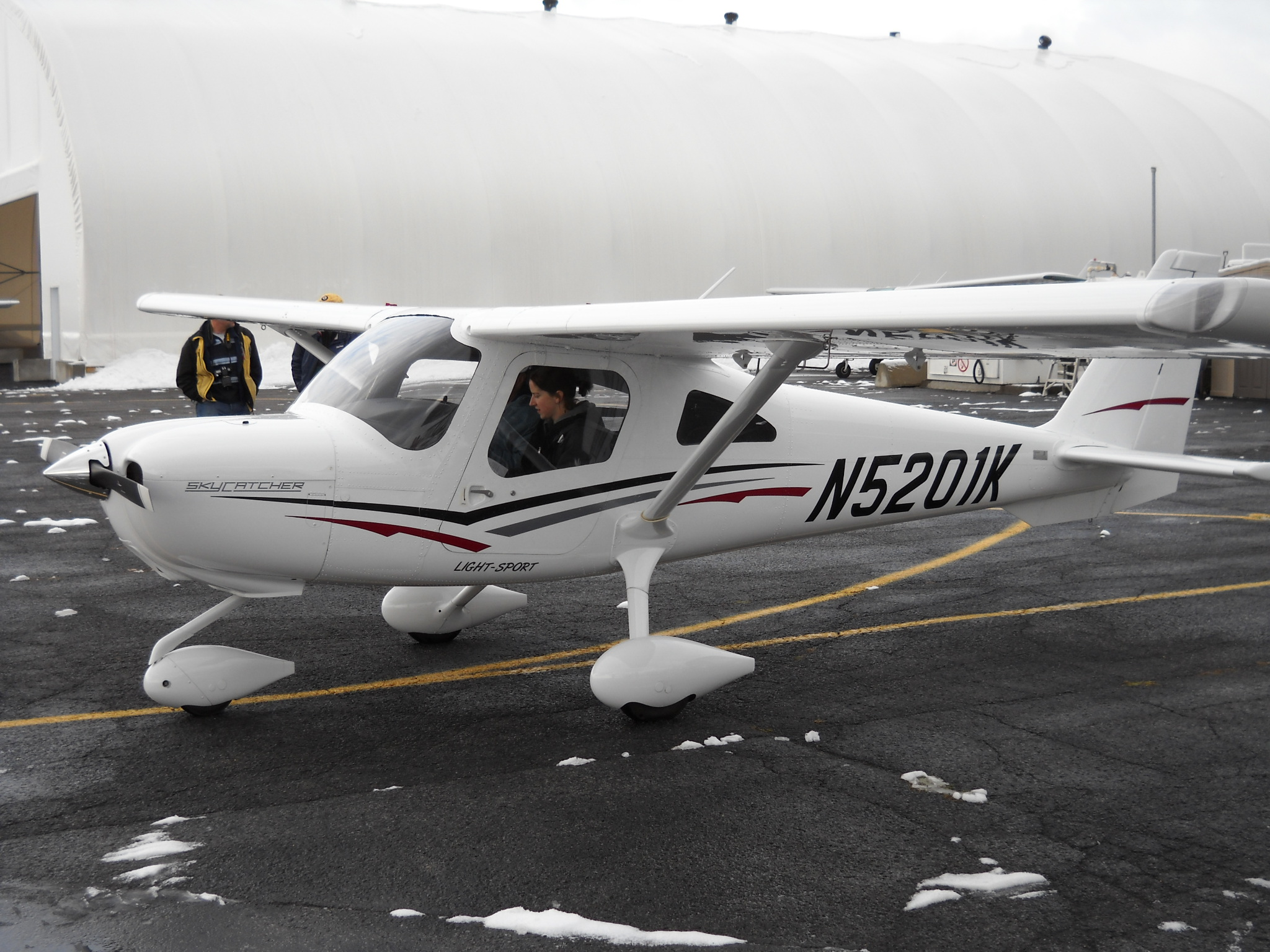
Cessna 162 Skycatcher als LSA

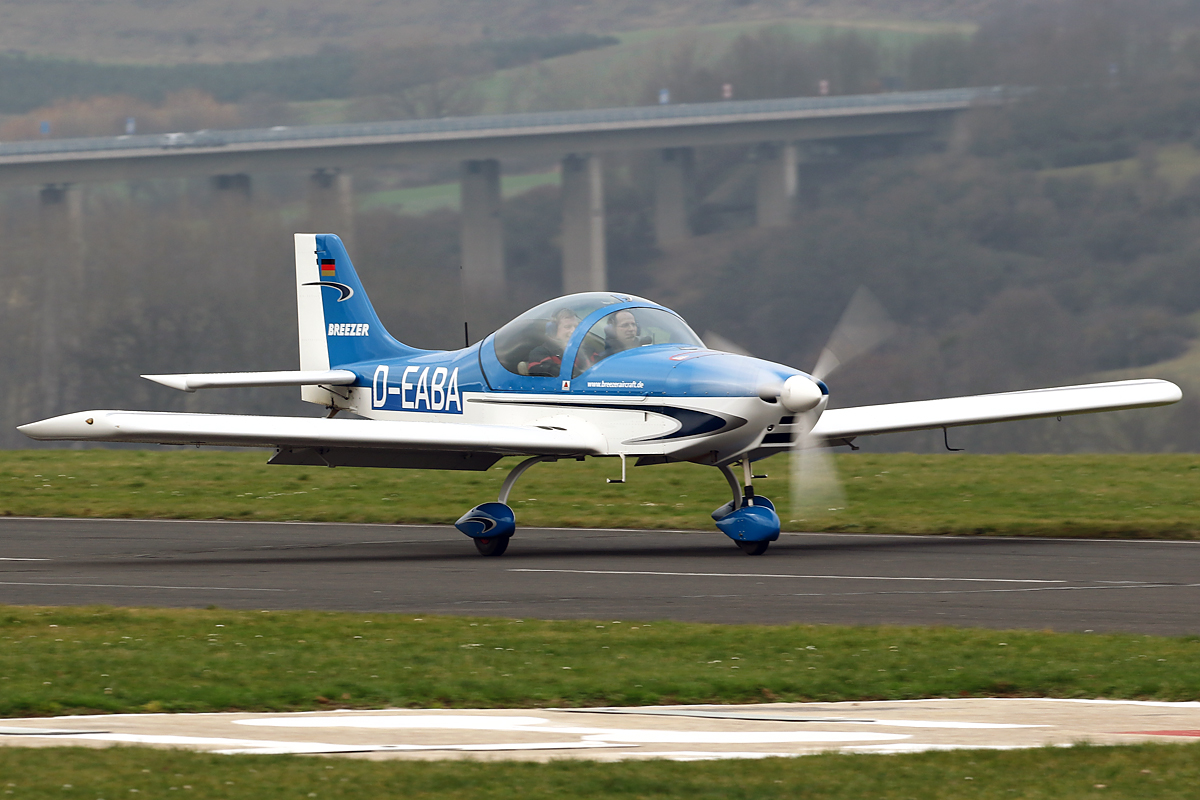
Breezer Aircraft B600 als EASA LSA

Light Sport Aircraft (LSA) sind eine seit den 2000er Jahren in verschiedenen Ländern bestehende Flugzeugklasse. Verglichen mit existierenden Regelwerken zur Musterzulassung für Leichtflugzeuge ist die Zulassung für die Light Sport Aircraft erleichtert.

## Vereinigte Staaten von Amerika
Das Light Sport Aircraft (LSA) ist eine seit 2004 bestehende Luftfahrzeugklasse in den Vereinigten Staaten. Sie beinhaltet folgende Luftfahrzeuge:
- Motorflugzeuge
- Segelflugzeuge
- Tragschrauber
- Heißluftballon und Gasballon
- Motorschirme
- Gewichtskraftgesteuerte Luftfahrzeuge

Entgegen existierender Regelwerke zur Zulassung von Luftfahrzeugen ist für die LSA-Klasse ASTM regeldefinierend. Das grobe Regelwerk dieser Klasse sieht bei Flugzeugen eine Höchstgeschwindigkeit bei maximaler Motorleistung von 120 kts (222 km/h) und ein maximales Abfluggewicht von 1320 lbs (600 kg) vor. Weitere Eckpunkte der Klasse sind ein Kolbentriebwerk, keine Druckkabine, Propeller mit festem Einstellwinkel, maximal zwei Sitzplätze und festes Fahrwerk.

## Europäische Union
Das Regelwerk der USA wurde 2011 weitgehend durch die Europäische Agentur für Flugsicherheit im Rahmen der vereinheitlichten Zulassungsregeln für leichte Flugzeuge (European Light Aviation 1, ELA 1) übernommen, im Zulassungsstandard CS-LSA mündeten.
Die LSA-Klasse in der EU zielte darauf ab, leistungsfähigeren Mustern der Ultraleichtflugzeug-Klassen die Möglichkeit zu geben eine erleichterte Zulassung als Leichtflugzeug zu erhalten. Im Gegensatz zur USA reicht aber eine Selbsterklärung des Herstellers zum Einhalten der Regeln nicht aus, der Hersteller muss von der Luftfahrtbehörde eine Zulassung als Herstellerbetrieb für Flugzeuge erhalten.
Wenn auch sehr ähnlich zu den Ultraleichtflugzeugen, handelt es sich aber bei LSA nicht um ein Luftsportgerät, sondern um ein Leichtflugzeug, für das eine Pilotenlizenz benötigt wird.

## Australien
Als Light Sport Aircraft werden in Australien Luftfahrzeuge bezeichnet mit einem Höchstabfluggewicht von 600 kg bei Landflugzeugen, 650 kg bei Wasserflugzeugen und 560 kg bei Luftfahrzeugen wie Freiballon oder Luftschiff. Dazu zählen folgende Luftfahrzeuge:
- Motorflugzeuge
- Segelflugzeuge
- Tragschrauber
- Heißluftballone, Gasballone und Luftschiffe
- Motorschirme
- Gewichtskraftgesteuerte Luftfahrzeuge